# Test de Mantel
Le test de Mantel est un test statistique permettant de tester la corrélation entre deux matrices. Il a été créé et publié par le biostatisticien Nathan Mantel en 1967 dans la revue Cancer Research.

## Définitions
Grossièrement, le principe est le suivant : on évalue une mesure de la similarité des matrices, puis on la compare à la similarité entre la première matrice et des permutations des lignes de la seconde matrice.

## Utilisation
Un exemple d'utilisation est la comparaison de distances génétiques et géographiques en écologie, une des bases de la génétique du paysage. On peut étudier un ensemble de n espèces, et obtenir deux matrices carrées symétriques de taille n, l'une établissant la distance entre chaque paires d'espèces du point de vue génétique, et l'autre du point de vue géographique. On peut ainsi tester l'hypothèse selon laquelle des espèces éloignées géographiquement sont moins proches génétiquement.

## Publication originale
- Nathan Mantel, « The Detection of Disease Clustering and a Generalized Regression Approach », Cancer Research,‎ février 1967 (lire en ligne)